# Îlet Rat (Guadeloupe)
Pour les articles homonymes, voir Rat (homonymie).
Ne doit pas être confondu avec Îlet Rat.
L'îlet Rat est un îlet inhabité situé dans le Grand Cul-de-sac marin, appartenant administrativement à Morne-à-l'Eau en Guadeloupe.

## Géographie
Il est situé entre la pointe Macou au nord et l'îlet Macou au sud dans l'anse Babin à l'est de Vieux-Bourg. Selon la plus haute autorité internationale en matière de délimitation des mers, l'Organisation hydrographique internationale (OHI), dans sa publication de renommée mondiale, « Limites des océans et des mers », 3e édition de 1953 il fait donc partie de la mer des Caraïbes comme l'ensemble de la Guadeloupe.
Constitué principalement de mangroves, à fleur d'eau, il s'étend sur une longueur approximative de 136 m pour une largeur de d'environ 67 m.

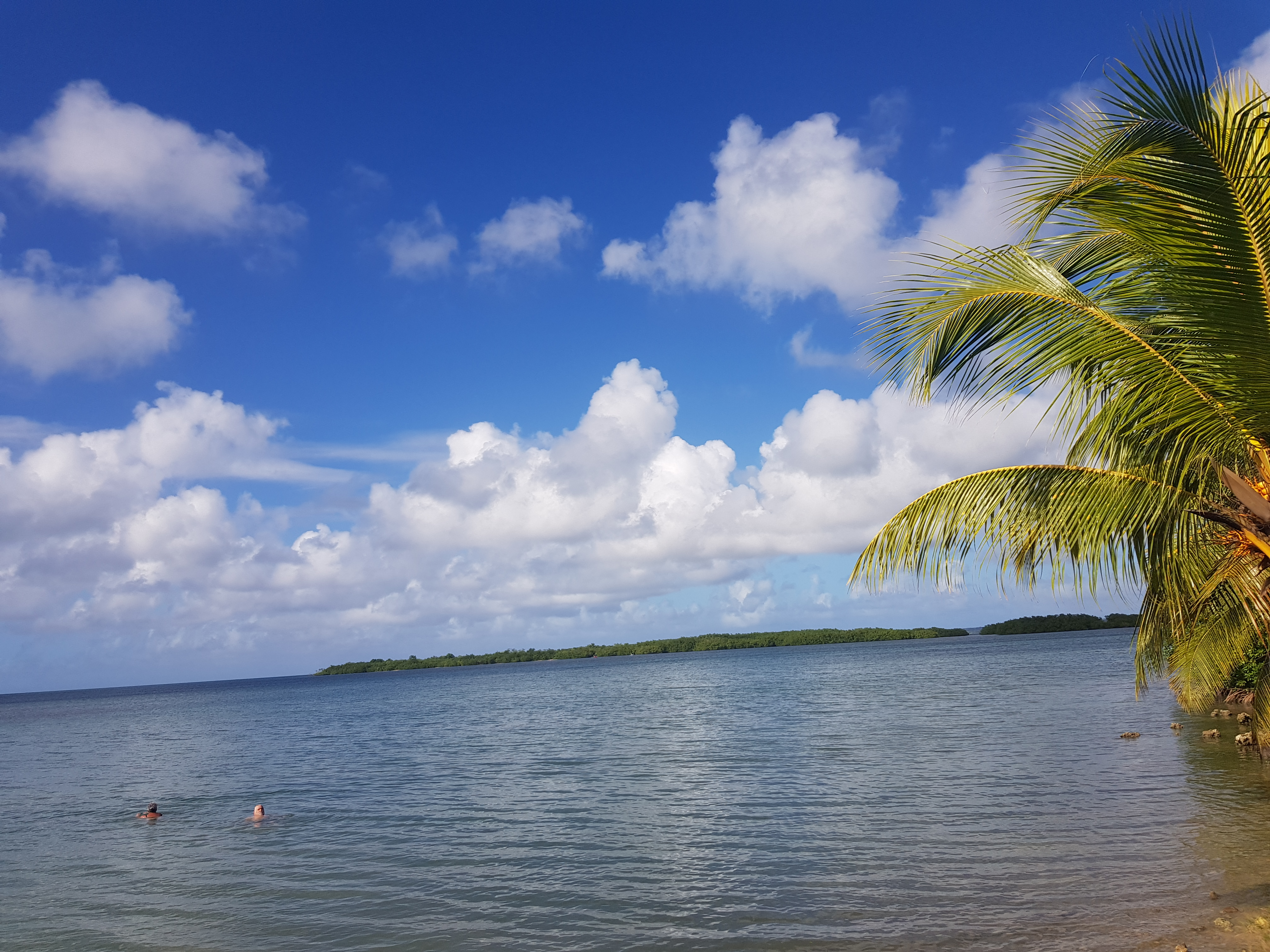
Îlet Macou et îlet Rat.
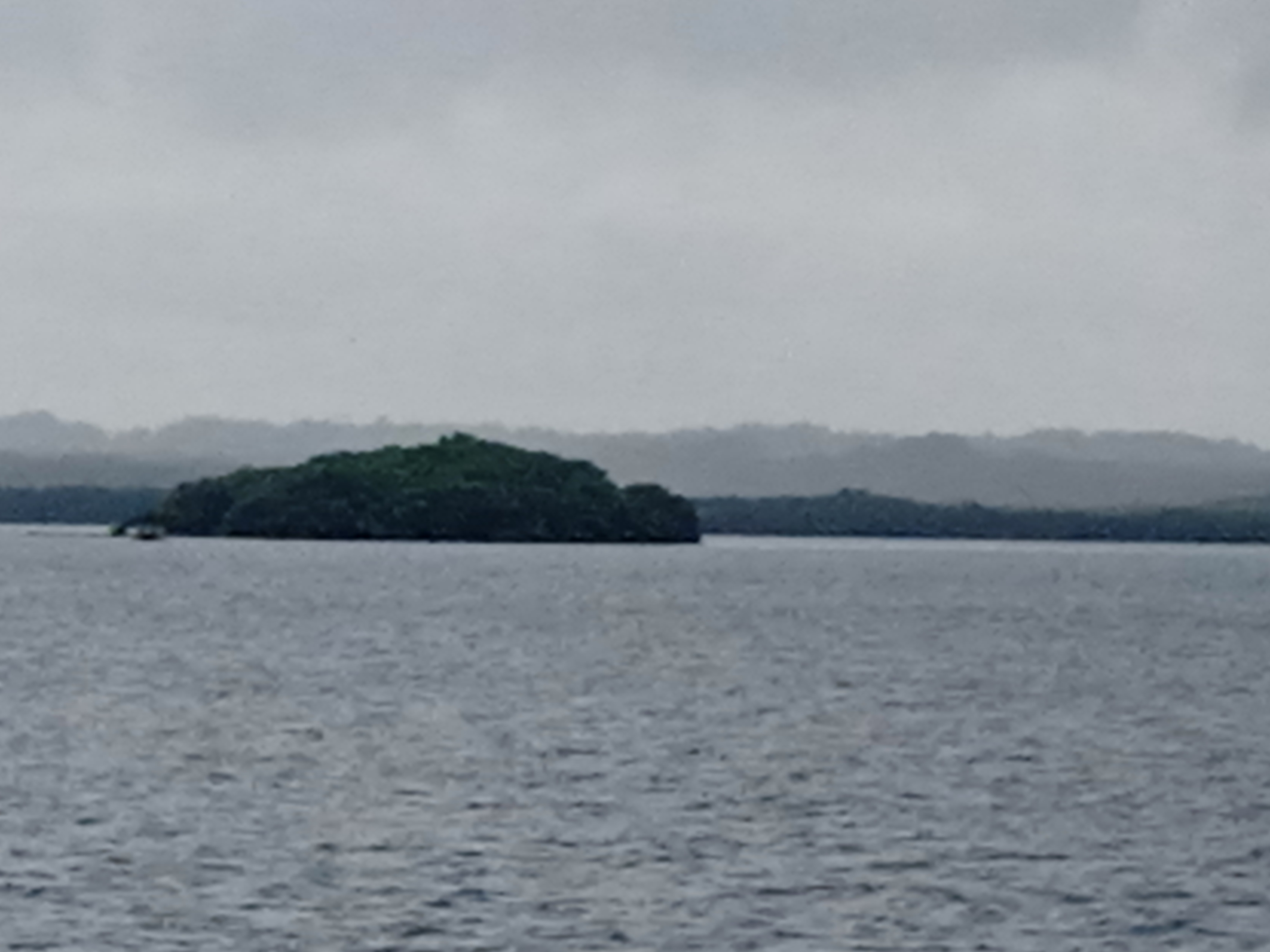
Îlet Rat vu de la mer.
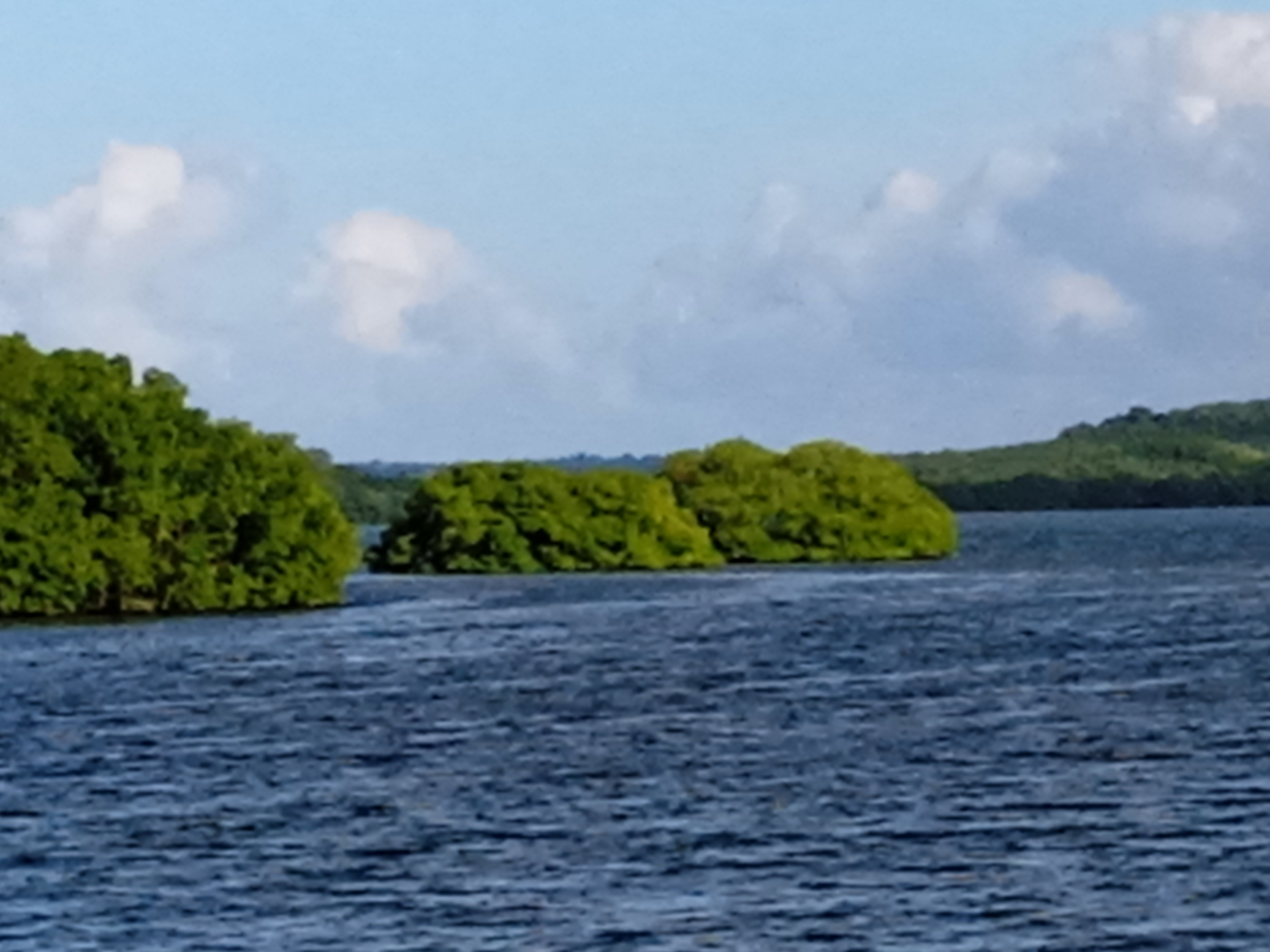
îlet Rat vu par l'îlet Macou.